# Lytoceras simpheropolitanum
Lytoceras simpheropolitanum — вымерший (ископаемый) вид головоногих моллюсков семейства Lytoceratidae, описанный из готерив-барремских отложений Крымского полуострова. Затем останки этих моллюсков были обнаружены на Северном Кавказе.

## Описание
Раковина эволютная, поперечное сечение завитка в ювенильной стадии несколько вытянуто в ширину, по мере взросления толщина превосходит ширину. Пупок глубокий; пупковый край закругленный. Ребра тонкие, серпообразно изогнутые у шва. Лопастная линия сильно расчлененная, у молодых экземпляров несимметричная.

## Встречаемость
Останки Lytoceras simpheropolitanum являются преобладающими в Верхнебарремской свите на Северном Кавказе.